# Capraria integrifolia
Capraria integrifolia là một loài thực vật có hoa trong họ Huyền sâm. Loài này được M.Martens & Galeotti mô tả khoa học đầu tiên năm 1845.